# Zodiacul chinezesc

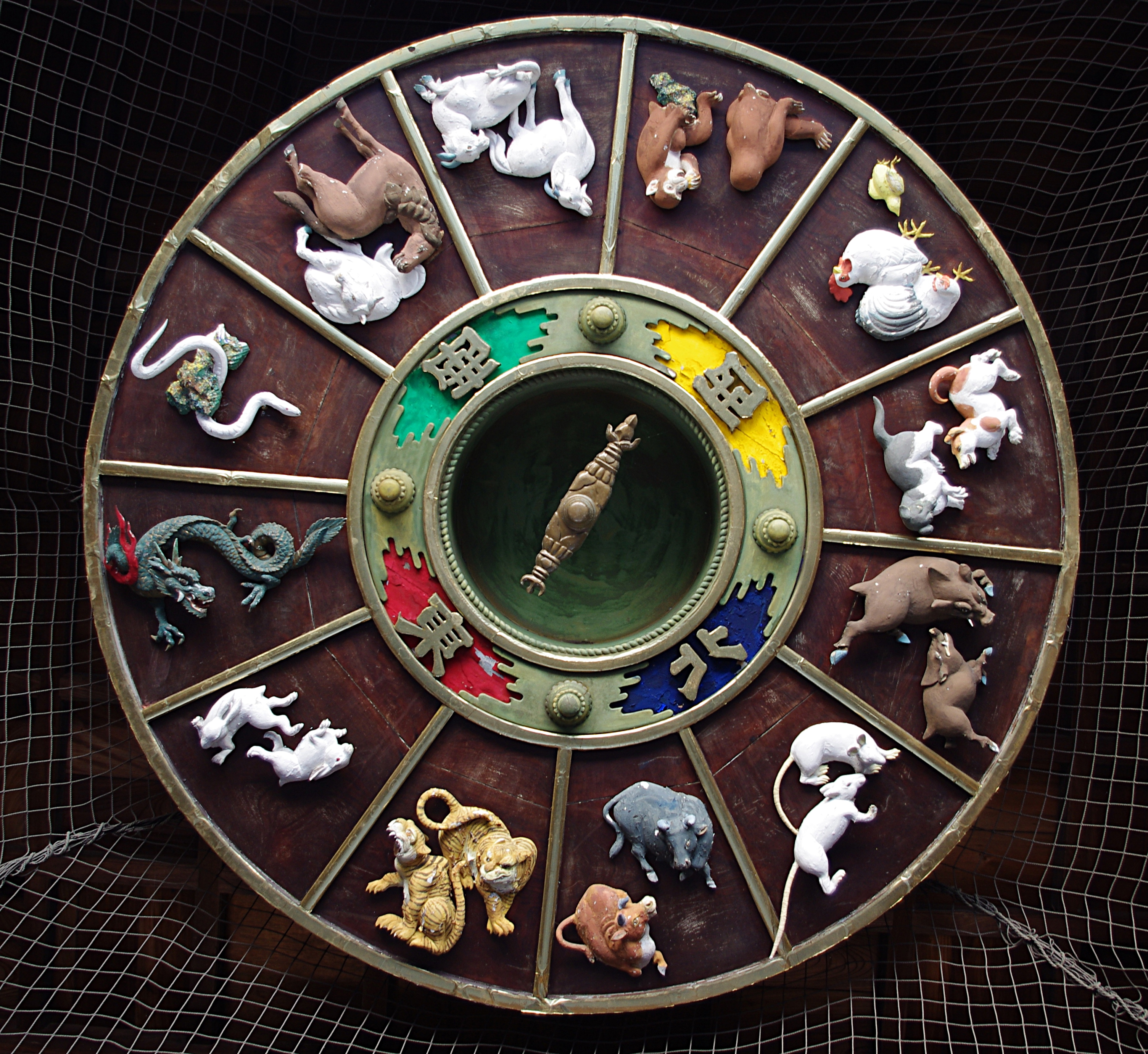
Zodiacul chinezesc

Zodiacul chinezesc (chineză: 生肖; pinyin: shēngxiào) este un zodiac care are la bază un ciclu de 12 ani, care la rândul său face parte dintr-un ciclu mai lung, de 60 de ani. 

## Zodii

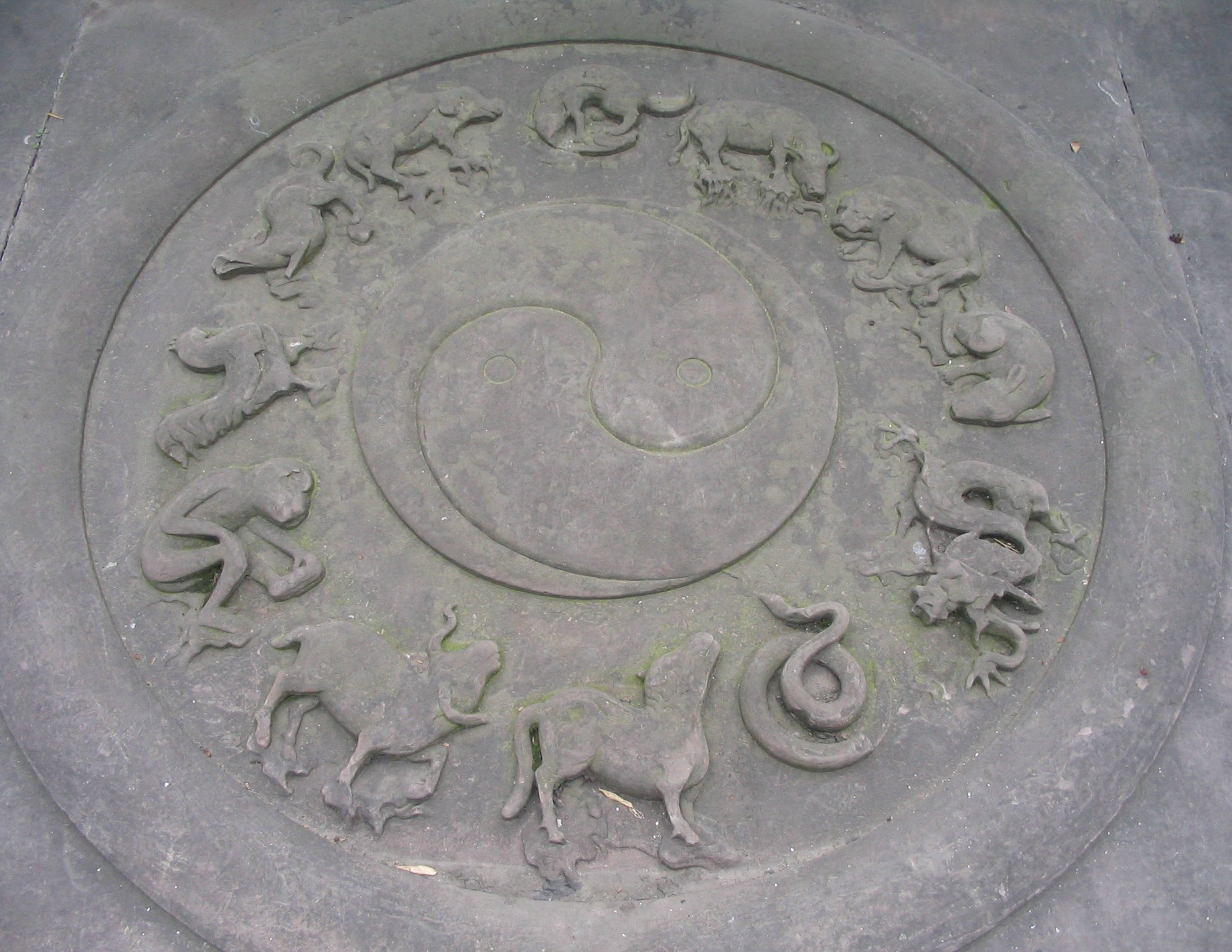
Sculptură în piatră a zodiacului chinezesc

Tradițional, zodiacul începe cu zodia șobolanului.
1. Șobolan - 鼠
2. Bivol - 牛
3. Tigru - 虎
4. Iepure - 兔
5. Dragon - 龍
6. Șarpe - 蛇
7. Cal - 馬
8. Capră - 羊
9. Maimuță - 猴
10. Cocoș - 鷄
11. Câine - 狗
12. Mistreț - 猪

Spre deosebire de zodiacul occidental, în astrologia chineză, zodiile sunt atribuite inițial în funcție de anul nașterii reprezentând aparența, sau felul în care persoana este percepută de cei din jur. De asemenea, în ciuda ideii preconcepute care circulă în civilizația vestică, personalitatea și norocul unei persoane sunt definite și în funcție de luna, ziua și ora nașterii. Astfel, și acestora le sunt atribuite elemente ale zodiacului chinezesc.

## Calendarul chinezesc
Calendarul chinezesc este lunisolar. Acesta este bazat pe observații astronomice exacte privind longitudinea soarelui și fazele lunii. Calendarul chinezesc adesea coincide cu anul tropic, împărțind unele similaritati cu calendarul evreiesc. Și aici, un an obișnuit are 12 luni, iar un an bisect are 13 luni; un an obișnuit are 353-355 de zile, in timp ce un an bisect are 383-385 de zile. 

### Anii
Calendarul chinez nu numără anii într-o secventa infinită, ci fiecărui an îi este atribuit un nume format din două componente în cadrul unui ciclu repetitiv de 60 de ani. Prima componentă este o tulpină cerească: Jia (asociată cu lemnul in crestere), Yi (asociată cu cheresteaua), Bing (asociată cu focul natural), Ding (asociată cu focul artificial), Wu (asociată cu pamantul), Ji (asociată cu lutul), Geng (asociată cu metalul), Xin (asociată cu metalul forjat), Ren (asociată cu apa curgatoare) și Gui (asociată cu apa statatoare).
Cea de-a doua componentă este numită „ramură terestră” și implică numele celor 12 animale din ciclul zodiacal: Zi (șobolan), Chou (bou), Yin (tigru), Mao (iepure), Chen (dragon), Si (sarpe), Wu (cal), Wei (oaie), Shen (maimuță), You (cocoș), Xu (câine), Hai (porc). 
Fiecare din cele doua componente este utilizata consecutiv. Prin urmare, primul an al ciclului de 60 de ani devine Jia-Zi, al doilea an este Yi-Chou, și așa mai departe. Când un set de componente se termină, acestea sunt luate de la inceput. De exemplu, al 10-lea an este Gui-You, al 11-lea an este Jia-Xu, al 12-lea an este Yi-Hai si al 13-lea an este Bing-Zi. În cele din urmă, al 60-lea an este Gui-Hai. Acest model de numire a anilor datează de aproximativ 2000 de ani.
|           | An                               | Element     | Tulpina cerească | Ramura terestră | Animal     | An                               |
| 1924–1983 | 1984–2043                        | Element     | Tulpina cerească | Ramura terestră | Animal     |                                  |
| --------- | -------------------------------- | ----------- | ---------------- | --------------- | ---------- | -------------------------------- |
| 1         | Feb 5, 1924 – Ianuarie 23, 1925  | Yang Lemn   | 甲               | 子              | 鼠 Șobolan | Feb 2, 1984 – Feb 19, 1985       |
| 2         | Ianuarie 24, 1925 – Feb 12, 1926 | Yin Lemn    | 乙               | 丑              | 牛 Bivol   | Feb 20, 1985 – Feb 8, 1986       |
| 3         | Feb 13, 1926 – Feb 1, 1927       | Yang Foc    | 丙               | 寅              | 虎 Tigru   | Feb 9, 1986 – Ianuarie 28, 1987  |
| 4         | Feb 2, 1927 – Ianuarie 22, 1928  | Yin Foc     | 丁               | 卯              | 兔 Iepure  | Ianuarie 29, 1987 – Feb 16, 1988 |
| 5         | Ianuarie 23, 1928 – Feb 9, 1929  | Yang Pământ | 戊               | 辰              | 龍 Dragon  | Feb 17, 1988 – Feb 5, 1989       |
| 6         | Feb 10, 1929 – Ianuarie 29, 1930 | Yin Pământ  | 己               | 巳              | 蛇 Șarpe   | Feb 6, 1989 – Ianuarie 26, 1990  |
| 7         | Ianuarie 30, 1930 – Feb 16, 1931 | Yang Metal  | 庚               | 午              | 馬 Cal     | Ianuarie 27, 1990 – Feb 14, 1991 |
| 8         | Feb 17, 1931 – Feb 5, 1932       | Yin Metal   | 辛               | 未              | 羊 Capră   | Feb 15, 1991 – Feb 3, 1992       |
| 9         | Feb 6, 1932 – Ianuarie 25, 1933  | Yang Apă    | 壬               | 申              | 猴 Maimuță | Feb 4, 1992 – Ianuarie 22, 1993  |
| 10        | Ianuarie 26, 1933 – Feb 13, 1934 | Yin Apă     | 癸               | 酉              | 鷄 Cocoș   | Ianuarie 23, 1993 – Feb 9, 1994  |
| 11        | Feb 14, 1934 – Feb 3, 1935       | Yang Lemn   | 甲               | 戌              | 狗 Câine   | Feb 10, 1994 – Ianuarie 30 1995  |
| 12        | Feb 4, 1935 – Ianuarie 23, 1936  | Yin Lemn    | 乙               | 亥              | 猪 Mistreț | Ianuarie 31, 1995 – Feb 18, 1996 |
| 13        | Ianuarie 24, 1936 – Feb 10 1937  | Yang Foc    | 丙               | 子              | 鼠 Șobolan | Feb 19, 1996 – Feb 6, 1997       |
| 14        | Feb 11, 1937 – Ianuarie 30 1938  | Yin Foc     | 丁               | 丑              | 牛 Bivol   | Feb 7, 1997 – Ianuarie 27, 1998  |
| 15        | Ianuarie 31, 1938 – Feb 18, 1939 | Yang Pământ | 戊               | 寅              | 虎 Tigru   | Ianuarie 28, 1998 – Feb 15, 1999 |
| 16        | Feb 19, 1939 – Feb 7, 1940       | Yin Pământ  | 己               | 卯              | 兔 Iepure  | Feb 16, 1999 – Feb 4, 2000       |
| 17        | Feb 8, 1940 – Ianuarie 26, 1941  | Yang Metal  | 庚               | 辰              | 龍 Dragon  | Feb 5, 2000 – Ianuarie 23, 2001  |
| 18        | Ianuarie 27, 1941 – Feb 14, 1942 | Yin Metal   | 辛               | 巳              | 蛇 Șarpe   | Ianuarie 24, 2001 – Feb 11, 2002 |
| 19        | Feb 15, 1942 – Feb 4, 1943       | Yang Apă    | 壬               | 午              | 馬 Cal     | Feb 12, 2002 – Ianuarie 31, 2003 |
| 20        | Feb 5, 1943 – Ianuarie 24, 1944  | Yin Apă     | 癸               | 未              | 羊 Capră   | Feb 1, 2003 – Ianuarie 21, 2004  |
| 21        | Ianuarie 25, 1944 – Feb 12, 1945 | Yang Lemn   | 甲               | 申              | 猴 Maimuță | Ianuarie 22, 2004 – Feb 8, 2005  |
| 22        | Feb 13, 1945 – Feb 1, 1946       | Yin Lemn    | 乙               | 酉              | 鷄 Cocoș   | Feb 9, 2005 – Ianuarie 28, 2006  |
| 23        | Feb 2, 1946 – Ianuarie 21, 1947  | Yang Foc    | 丙               | 戌              | 狗 Câine   | Ianuarie 29, 2006 – Feb 17, 2007 |
| 24        | Ianuarie 22, 1947 – Feb 9, 1948  | Yin Foc     | 丁               | 亥              | 猪 Mistreț | Feb 18, 2007 – Feb 6, 2008       |
| 25        | Feb 10, 1948 – Jan 28, 1949      | Yang Pământ | 戊               | 子              | 鼠 Șobolan | Feb 7, 2008 – Jan 25, 2009       |
| 26        | Jan 29, 1949 – Feb 16, 1950      | Yin Pământ  | 己               | 丑              | 牛 Bivol   | Jan 26, 2009 – Feb 13, 2010      |
| 27        | Feb 17, 1950 – Feb 5, 1951       | Yang Metal  | 庚               | 寅              | 虎 Tigru   | Feb 14, 2010 – Feb 2, 2011       |
| 28        | Feb 6, 1951 – Jan 26, 1952       | Yin Metal   | 辛               | 卯              | 兔 Iepure  | Feb 3, 2011 – Jan 22, 2012       |
| 29        | Jan 27, 1952 – Feb 13, 1953      | Yang Apă    | 壬               | 辰              | 龍 Dragon  | Jan 23, 2012 – Feb 9, 2013       |
| 30        | Feb 14, 1953 – Feb 2, 1954       | Yin Apă     | 癸               | 巳              | 蛇 Șarpe   | Feb 10, 2013 – Jan 30 2014       |
| 31        | Feb 3, 1954 – Jan 23, 1955       | Yang Lemn   | 甲               | 午              | 馬 Cal     | Jan 31, 2014 – Feb 18, 2015      |
| 32        | Jan 24, 1955 – Feb 11, 1956      | Yin Lemn    | 乙               | 未              | 羊 Capră   | Feb 19, 2015 – Feb 7, 2016       |
| 33        | Feb 12, 1956 – Jan 30 1957       | Yang Foc    | 丙               | 申              | 猴 Maimuță | Feb 8, 2016 – Jan 27, 2017       |
| 34        | Jan 31, 1957 – Feb 17, 1958      | Yin Foc     | 丁               | 酉              | 鷄 Cocoș   | Jan 28, 2017 – Feb 15, 2018      |
| 35        | Feb 18, 1958 – Feb 7, 1959       | Yang Pământ | 戊               | 戌              | 狗 Câine   | Feb 16, 2018 – Feb 4, 2019       |
| 36        | Feb 8, 1959 – Jan 27, 1960       | Yin Pământ  | 己               | 亥              | 猪 Mistreț | Feb 5, 2019 – Jan 24, 2020       |
| 37        | Jan 28, 1960 – Feb 14, 1961      | Yang Metal  | 庚               | 子              | 鼠 Șobolan | Jan 25, 2020 – Feb. 11, 2021     |
| 38        | Feb 15, 1961 – Feb 4, 1962       | Yin Metal   | 辛               | 丑              | 牛 Bivol   | Feb 12, 2021 – Jan 31, 2022      |
| 39        | Feb 5, 1962 – Jan 24, 1963       | Yang Apă    | 壬               | 寅              | 虎 Tigru   | Feb 1, 2022 – Jan 21, 2023       |
| 40        | Jan 25, 1963 – Feb 12, 1964      | Yin Apă     | 癸               | 卯              | 兔 Iepure  | Jan 22, 2023 – Feb 9, 2024       |
| 41        | Feb 13, 1964 – Feb 1, 1965       | Yang Lemn   | 甲               | 辰              | 龍 Dragon  | Feb 10, 2024 – Jan 28, 2025      |
| 42        | Feb 2, 1965 – Jan 20 1966        | Yin Lemn    | 乙               | 巳              | 蛇 Șarpe   | Jan 29, 2025 – Feb 16, 2026      |
| 43        | Jan 21, 1966 – Feb 8, 1967       | Yang Foc    | 丙               | 午              | 馬 Cal     | Feb 17, 2026 – Feb 5, 2027       |
| 44        | Feb 9, 1967 – Jan 29, 1968       | Yin Foc     | 丁               | 未              | 羊 Capră   | Feb 6, 2027 – Jan 25, 2028       |
| 45        | Jan 30, 1968 – Feb 16, 1969      | Yang Pământ | 戊               | 申              | 猴 Maimuță | Jan 26, 2028 – Feb 12, 2029      |
| 46        | Feb 17, 1969 – Feb 5, 1970       | Yin Pământ  | 己               | 酉              | 鷄 Cocoș   | Feb 13, 2029 – Feb 2, 2030       |
| 47        | Feb 6, 1970 – Jan 26, 1971       | Yang Metal  | 庚               | 戌              | 狗 Câine   | Feb 3, 2030 – Jan 22, 2031       |
| 48        | Jan 27, 1971 – Feb 14, 1972      | Yin Metal   | 辛               | 亥              | 猪 Mistreț | Jan 23, 2031 – Feb 10 2032       |
| 49        | Feb 15, 1972 – Feb 2, 1973       | Yang Apă    | 壬               | 子              | 鼠 Șobolan | Feb 11, 2032 – Jan 30 2033       |
| 50        | Feb 3, 1973 – Jan 22, 1974       | Yin Apă     | 癸               | 丑              | 牛 Bivol   | Jan 31, 2033 – Feb 18, 2034      |
| 51        | Jan 23, 1974 – Feb 10 1975       | Yang Lemn   | 甲               | 寅              | 虎 Tigru   | Feb 19, 2034 – Feb 7, 2035       |
| 52        | Feb 11, 1975 – Jan 30 1976       | Yin Lemn    | 乙               | 卯              | 兔 Iepure  | Feb 8, 2035 – Jan 27, 2036       |
| 53        | Jan 31, 1976 – Feb 17, 1977      | Yang Foc    | 丙               | 辰              | 龍 Dragon  | Jan 28, 2036 – Feb 14, 2037      |
| 54        | Feb 18, 1977 – Feb 6, 1978       | Yin Foc     | 丁               | 巳              | 蛇 Șarpe   | Feb 15, 2037 – Feb 3, 2038       |
| 55        | Feb 7, 1978 – Jan 27, 1979       | Yang Pământ | 戊               | 午              | 馬 Cal     | Feb 4, 2038 – Jan 23, 2039       |
| 56        | Jan 28, 1979 – Feb 15, 1980      | Yin Pământ  | 己               | 未              | 羊 Capră   | Jan 24, 2039 – Feb 11, 2040      |
| 57        | Feb 16, 1980 – Feb 4, 1981       | Yang Metal  | 庚               | 申              | 猴 Maimuță | Feb 12, 2040 – Jan 31, 2041      |
| 58        | Feb 5, 1981 – Jan 24, 1982       | Yin Metal   | 辛               | 酉              | 鷄 Cocoș   | Feb 1, 2041 – Jan 21, 2042       |
| 59        | Jan 25, 1982 – Feb 12, 1983      | Yang Apă    | 壬               | 戌              | 狗 Cîine   | Jan 22, 2042 – Feb 9, 2043       |
| 60        | Feb 13, 1983 – Feb 1, 1984       | Yin Apă     | 癸               | 亥              | 猪 Mistreț | Feb 10, 2043 – Jan 29, 2044      |

### Luni
| Anotimp   | Lunar Month            | Element | Solar Longitude | Solar Term                | Western Date                  |
| --------- | ---------------------- | ------- | --------------- | ------------------------- | ----------------------------- |
| Primăvară | 1st – 寅(yin) Tigru    | Lemn    | 314°            | 立春 lìchūn               | Februarie 04 – Februarie 18   |
| Primăvară | 1st – 寅(yin) Tigru    | Lemn    | 329°            | 雨水 yǔshuǐ               | Feb 19 – Martie 05            |
| Primăvară | 2nd – 卯(mao) Iepure   | Lemn    | 344°            | 啓蟄 qǐzhé (驚蟄 jīngzhé) | Martie 06 – Martie 20         |
| Primăvară | 2nd – 卯(mao) Iepure   | Lemn    | 0°              | 春分 chūnfēn              | Martie 21 – Aprilie 04        |
| Primăvară | 3rd – 辰(chen) Dragon  | Pământ  | 14°             | 清明 qīngmíng             | Aprilie 05 – Aprilie 19       |
| Primăvară | 3rd – 辰(chen) Dragon  | Pământ  | 29°             | 穀雨 gǔyǔ                 | Aprilie 20 – Mai 4            |
| Vară      | 4th – 巳(si) Șarpe     | Foc     | 44°             | 立夏 lìxià                | Mai 5 – Mai 20                |
| Vară      | 4th – 巳(si) Șarpe     | Foc     | 59°             | 小滿 xiǎomǎn              | May 21 – Iunie 5              |
| Vară      | 5th – 午(wu) Cal       | Foc     | 74°             | 芒種 mángzhòng            | Iunie 06 – Iunie 20           |
| Vară      | 5th – 午(wu) Cal       | Foc     | 89°             | 夏至 xiàzhì               | Iunie 21 – Iulie 06           |
| Vară      | 6th – 未(wei) Capră    | Pământ  | 104°            | 小暑 xiǎoshǔ              | Iulie 07 – Iulie 22           |
| Vară      | 6th – 未(wei) Capră    | Pământ  | 119°            | 大暑 dàshǔ                | Iulie 23 – August 06          |
| Toamnă    | 7th – 申(shen) Maimuță | Metal   | 134°            | 立秋 lìqiū                | August 07 – August 22         |
| Toamnă    | 7th – 申(shen) Maimuță | Metal   | 149°            | 處暑 chùshǔ               | August 23 – Septembrie 07     |
| Toamnă    | 8th–酉(you) Cocoș      | Metal   | 164°            | 白露 báilù                | Septembrie 08 – Septembrie 22 |
| Toamnă    | 8th–酉(you) Cocoș      | Metal   | 181°            | 秋分 qiūfēn               | Septembrie 23 – Octombrie 07  |
| Toamnă    | 9th–戌(xu) Câine       | Pământ  | 194°            | 寒露 hánlù                | Octombrie 08 – Octombrie 22   |
| Toamnă    | 9th–戌(xu) Câine       | Pământ  | 211°            | 霜降 shuāngjiàng          | Octombrie 23 – Noiembrie 06   |
| Iarnă     | 10th – 亥(hai) Mistreț | Apă     | 224°            | 立冬 lìdōng               | Noiembrie 07 – Noiembrie 21   |
| Iarnă     | 10th – 亥(hai) Mistreț | Apă     | 244°            | 小雪 xiǎoxuě              | Noiembrie 22 – Decembrie 06   |
| Iarnă     | 11th – 子(zi) Șobolan  | Apă     | 251°            | 大雪 dàxuě                | Decembrie 07 – Decembrie 21   |
| Iarnă     | 11th – 子(zi) Șobolan  | Apă     | 271°            | 冬至 dōngzhì              | Decembrie 22 – Ianuarie 05    |
| Iarnă     | 12th – 丑(chou) Bivol  | Pământ  | 284°            | 小寒 xiǎohán              | Ianuarie 06 – Ianuarie 19     |
| Iarnă     | 12th – 丑(chou) Bivol  | Pământ  | 301°            | 大寒 dàhán                | Ianuarie 20 – Februarie 3     |

### Ore
Elementele zodiacului sunt de asemenea folosite pentru a marca perioade ale zilei, fiecare animal fiind legat de o "oră lungă" sau shichen (時辰), echivalentul unei perioade de două ore (24 împărțite la 12 animale). Astfel, este necesar să fie cunoscută ora nașterii pentru a afla această zodie. Aceasta este considerată a fi cea mai fidelă interpretare a personalității unei persoane, fiind cea care este determinată cu cea mai mare precizie, ora nașterii unei persoane.
Conform metodei celor patru stâlpi, ora oferă informații în legătrură cu copiii unei persoane și contribuția sa în viață.
- 23:00 – 00:59: 子 Șobolan
- 01:00 – 02:59: 丑 Bivol
- 03:00 – 04:59: 寅 Tigru
- 05:00 – 06:59: 卯 Iepure
- 07:00 – 08:59: 辰 Dragon
- 09:00 – 10:59: 巳 Șarpe
- 11:00 – 12:59: 午 Cal
- 13:00 – 14:59: 未 Capră
- 15:00 – 16:59: 申 Maimuță
- 17:00 – 18:59: 酉 Cocoș
- 19:00 – 20:59: 戌 Câine
- 21:00 – 22:59: 亥 Mistreț

9 martie cu 13 mai

## Cei Patru Stâlpi ai Destinului
Metoda celor Patru Stâlpi apare, cel mai devreme, în timpul dinastiei Han (206 î.Hr. – 220 d.Hr.), și este în continuare folosită în astrologia Feng Shui. Inițial o traducere colocvială a ShēngChén BāZì (生辰八字) lit. „Cele opt simboluri ale momentului nașterii” sau Sì Zhù MìngLǐ Xué (四柱命理學) „Studiul principiilor celor «Patru Stâlpi ai vieții»”. Așa-numiții „stâlpi” sunt respectiv coloanele în care este ordonată scrierea chineză. Fiecare coloană conține o „tulpină” și o „ramură” cu referire la an, lună, zi și oră a nașterii, respectiv.
Stâlpul anului se referă la animalul și la elementul anului și reprezintă familia și relația cu societatea.

Stâlpul lunii se referă la animalul și la elementul lunii și reprezintă copilăria și relația cu părinții.

Stâlpul zilei se referă la animalul și la elementul zilei și vizează  raportul persoanei cu sine însuși, precum și raportul cu partenerul de viață.

Stâlpul orei se referă la animalul și la elementul orei și are legătură cu relația cu copiii și cu perioada bătrâneții.

## Legende
Zodiacul chinezesc a aparut cu mai mult de 3 mii de ani in urma – mult mai devreme decat astrologia europeana, si numai recent a devenit un concurent serios pentru sistemul zodiacal din Occident in determinarea caracterului oamenilor. Spre deosebire de astrologie, care prezice in functie de asezarea Soarelui, a stelelor si a planetelor, calendarul chinezesc se bazeaza pe fazele lunare. Fiecare an al ciclului de 12 ani are denumirea unui anumit animal. In Orientul Indepartat se stie ca cele 12 animale au capacitatea de a inzestra cu anumite caracteristici persoana nascuta in anul respectiv.
Legenda spune ca aceste douasprezece animale au venit odata sa intalneasca Anul Nou cu Buddha. Desi el a chemat toate animalele sa sarbatoreasca cu el, au venit doar sobolanul, bivolul, tigrul, iepurele, dragonul, sarpele, calul, capra, maimuta, cocosul, cainele si mistretul. Douasprezece animale, douasprezece luni, doisprezece ani.

## Zodiacul chinezesc în alte culturi
Un subiect popular la nivel internațional, zodiacul chinezesc este folosit de multe tări, câteodată cu mici diferențe caracteristice culturii:
- Poporul corean și poporul mongol folosesc același zodiac
- Vietnamezii au o singura diferență, anume că în loc de Iepure folosesc Pisică
- În cultura japoneză, Porc a fost înlocuit de Mistreț
- În Tailanda, Dragon a fost înlocuit cu Nāga
- În Kazakhstan, Dragon a fost înlocuit cu Melc(kazahă улу) și Tigru cu Leopard (kazahă барыс)